# Buota (Tarawa)
Buota ist ein Ort mit einer Landfläche von 0,48 km² auf dem gleichnamigen Motu im Osten des Tarawa-Atolls in den zum Inselstaat Kiribati gehörenden Gilbertinseln im Pazifischen Ozean. Im Jahr 2020 hatte der Ort 1628 Einwohner.

## Geographie
Buota ist der südlichste Ort der Verwaltungseinheit North Tarawa. Er liegt im Osten des Atolls von Tarawa zwischen Abatao (NW) und Tanaea (SO). Im Ort gibt es ein Gotteshaus der Kirche Jesu Christi der Heiligen der Letzten Tage.
Buota ist durch eine Brücke mit dem südlich gelegenen Ort Tanaea im Hauptstadtbezirk South Tarawa verbunden.

## Klima
Das Klima ist tropisch heiß, wird jedoch von ständig wehenden Winden gemäßigt. Ebenso wie die anderen Orte des Tarawa-Atolls wird Buota gelegentlich von Zyklonen heimgesucht.